# Bundesanstalt für Geowissenschaften und Rohstoffe

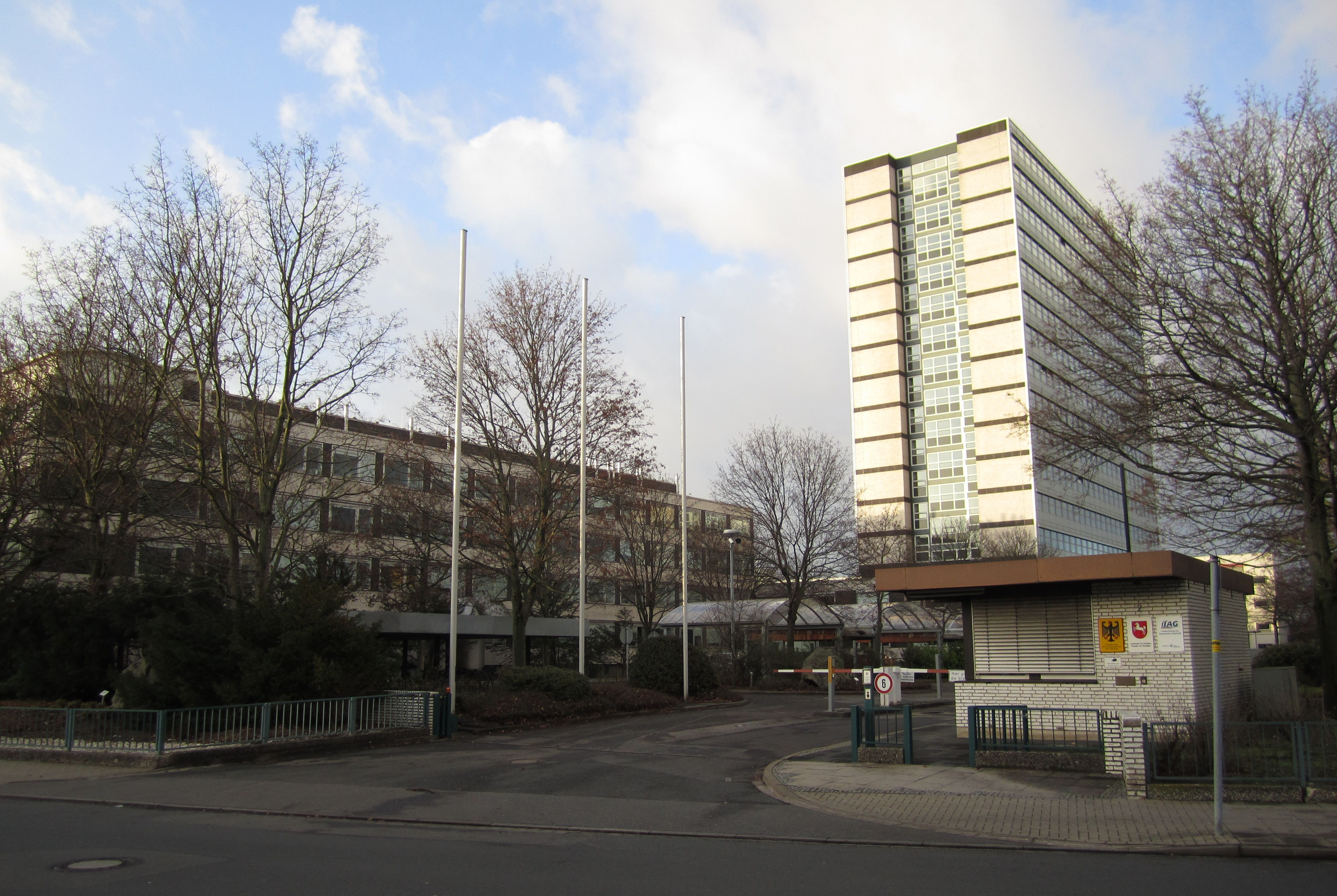
Sitz in Hannover

Die deutsche Bundesanstalt für Geowissenschaften und Rohstoffe (BGR) ist eine Bundesoberbehörde im Geschäftsbereich des Bundesministeriums für Wirtschaft und Klimaschutz (BMWK) und fungiert als zentrale geowissenschaftliche Beratungseinrichtung der Bundesregierung. Der Hauptsitz der Bundesanstalt befindet sich in Hannover, darüber hinaus gibt es Außenstellen (Dienstbereiche) in Berlin und Cottbus.
Die BGR ist auch als Forschungsinstitut tätig und bearbeitet neben Themenbereichen der Geologie der kontinentalen, marinen und Energierohstoffe sowie der Bodenkunde auch die Polarforschung und die Geodatenverwaltung.
Die BGR, das Landesamt für Bergbau, Energie und Geologie und das Leibniz-Institut für Angewandte Geophysik bilden das Geozentrum Hannover. Alle drei Institutionen haben eine gemeinsame Verwaltung und Infrastruktur und ergänzen sich durch ihre interdisziplinären Fachkompetenzen.

## Aufgaben und Themenfelder
Die Arbeit dient einer ökonomisch und ökologisch vertretbaren Nutzung und Sicherung natürlicher Ressourcen und somit der Daseinsvorsorge. Die BGR ist die zentrale Forschungs- und Beratungseinrichtung der Bundesregierung auf dem Gebiet der Geowissenschaften und Rohstoffe. Sie erbringt hoheitliche und öffentliche Leistungen. Als Einrichtung der Ressortforschung ist die Behörde Bestandteil der wissenschaftlich-technischen Infrastruktur Deutschlands. Die BGR nimmt als nationaler geologischer Dienst von Deutschland neben überwiegend koordinierende Funktionen im Inland zugleich zahlreiche internationale Aufgaben wahr. Die Einrichtung stellt ihre Arbeit zum Umgang mit natürlichen Ressourcen und Geogefahren unter das Leitmotiv „Nachhaltigkeit, Verantwortlichkeit und Sicherheit“.
Mit der Deutschen Rohstoffagentur berät die BGR seit Oktober 2010 die deutsche Wirtschaft in Fragen der Verfügbarkeit und nachhaltigen Nutzung von Rohstoffen sowie zu Marktentwicklungen (Stichwort „Rohstoffmonitoring“). Die BGR nimmt als nationaler geologischer Dienst von Deutschland zugleich zahlreiche internationale Aufgaben wahr. Im Auftrag des BMWK nimmt die BGR die Aufgaben als nationale Behörde entsprechend der EU-Verordnung „Sorgfaltspflichten in der Lieferkette für Unionseinführer von Zinn, Tantal, Wolfram, deren Erzen und Gold aus Konflikt- und Hochrisikogebieten“ wahr. Die BGR vollzieht das Geologiedatengesetz (GeolDG) im Bereich der ausschließlichen Wirtschaftszone (AWZ) und des Festlandsockels der Bundesrepublik Deutschland. Die BGR ist durch das Ausführungsgesetz zum Nuklearversuchsverbotsvertrag (UVNVAG) beauftragt, die technischen und fachlichen Verpflichtungen Deutschlands zur Überwachung der Einhaltung dieses Abkommens zu erfüllen, und betreibt dafür das Nationale Datenzentrum (NDC) sowie seismologische und Infraschall-Stationen als Teil des internationalen Überwachungssystems (IMS).
Die BGR hat nach der Novelle des Errichtungserlasses vom 26. November 2019 folgende grundlegende Aufgaben:

### Rohstoffwirtschaftliche und geowissenschaftliche Beratung der Bundesregierung und der deutschen Wirtschaft
Die BGR berät die Bundesregierung und die deutsche Wirtschaft in allen rohstoffwirtschaftlichen und geowissenschaftlichen Fragen. Diese Beratung dient insbesondere der langfristigen Sicherung der Energie- und Rohstoffversorgung des Industriestandortes Deutschland sowie der Geosicherheit und dem nachhaltigen Georessourcenmanagement. Durch die Beteiligung der BGR am Aufbau von nationalen und internationalen Kartenwerken sowie an Standardisierungen für die Bereitstellung von Geofachdaten werden Voraussetzungen für schnelle, einheitliche und länderübergreifende Abfragemöglichkeiten geschaffen.

### Internationale geowissenschaftliche und technische Zusammenarbeit
Die BGR ist eine der Durchführungsorganisationen der deutschen Entwicklungszusammenarbeit im Auftrag des Bundesministeriums für wirtschaftliche Zusammenarbeit und Entwicklung. In den Sektoren Geologie, Rohstoffe und Bergbau, Energie, Grundwasser und Boden sowie Georisiken berät die BGR das BMZ und führt Projekte der technischen Zusammenarbeit mit Entwicklungsländern durch. Die BGR beteiligt sich im Auftrag der Bundesressorts und in Abstimmung mit nationalen und internationalen geowissenschaftlichen Institutionen an der wissenschaftlich-technischen Zusammenarbeit sowie der europäischen und internationalen Kooperation im Geosektor.

### Geowissenschaftliche Forschung und Entwicklung
Die BGR betreibt die zur Beratung der Ressorts notwendige Zweck- und Vorlaufforschung. Sie bilden die Grundlage für die fachgerechte Aufgabenerfüllung der BGR und umfassen methodische und instrumentelle geowissenschaftliche Entwicklungsarbeiten und deren Umsetzung in die Praxis. Hierzu gehört die Beteiligung der BGR an Forschungsvorhaben im Rahmen des Antarktisvertrages zur Polarforschung. Auf dem Gebiet der internationalen Meeresforschung ist sie im Vorfeld industrieller Aktivitäten beteiligt. Die mittelfristige Forschungsplanung der BGR orientiert sich an einer Forschungsleitlinie, die in Forschungs- und Entwicklungsplänen konkretisiert ist.
1. die rohstoffwirtschaftliche und geowissenschaftliche Beratung der Bundesregierung und der deutschen Wirtschaft insbesondere zur langfristigen Sicherung der Rohstoff- und Energieversorgung der Bundesrepublik Deutschland, bei der Endlagerung hochradioaktiver Abfälle und beim nachhaltigen Georessourcenmanagement.
2. die Förderung von Wissenschaft und Wirtschaft durch geowissenschaftliche Forschung und Entwicklung, Wissens- und Technologietransfer, Mitwirkung in der Hochschullehre, Beratung und Information.
3. die nationale und internationale geowissenschaftliche und technische Zusammenarbeit in den Bereichen Geowissenschaften, Rohstoffe, Boden und Grundwasser sowie Georisiken und Endlagerung radioaktiver Abfälle.
4. die Erhebung, Standardisierung, Harmonisierung und Bereitstellung geowissenschaftlicher und rohstoffwirtschaftlicher Fachdaten auf der Bundesebene sowie die dazu erforderlichen Koordinierungsarbeiten mit den Staatlichen Geologischen Diensten der Bundesländer.
5. den Erdbebendienst des Bundes (Quellen: Bundesanzeiger vom 05.12.2019/BGR-Website).
Es existieren vier Fachabteilungen:
- Energierohstoffe, Mineralische Rohstoffe
- Grundwasser und Boden
- Unterirdischer Speicher- und Wirtschaftsraum
- Geowissenschaftliche Informationen, Internationale Zusammenarbeit

Die BGR nimmt Aufgaben auf unterschiedlichen Themenfeldern wahr.

### Energierohstoffe
Die BGR analysiert und bewertet die weltweiten Potenziale von Energierohstoffen einschließlich der erneuerbaren Energien unter ökonomischen, ökologischen und sozialen Gesichtspunkten. Die Energierohstoffforschung der BGR konzentriert sich auf Erdgas als Brücke beim Übergang in eine dekarbonisierte Energieversorgung mit dem Ziel, einen Beitrag zur sicheren und nachhaltigen Energierohstoffversorgung Deutschlands zu leisten.

### Mineralische Rohstoffe
Die BGR analysiert die globalen Rohstoffmärkte und bewertet die Potenziale mineralischer Rohstoffe, Metalle, Industrieminerale sowie Steine und Erden. Die BGR forscht im Vorfeld industrieller Aktivitäten und entwickelt neue Explorationsmethoden und -strategien, insbesondere für Hochtechnologiemetalle, sogenannte „kritische Rohstoffe“ und spezifische Industrieminerale. Sie entwickelt rohstoff- und entwicklungspolitische Instrumente und erarbeitet Konzepte für eine verantwortungsvolle Rohstoffgewinnung durch Beiträge zur Sorgfaltspflicht und Kontrolle in Lieferketten, guter Bergbaupraxis und Rohstoffeffizienz. Dabei werden ökonomische, ökologische und soziale Kriterien betrachtet. Die Forschungs- und Beratungsarbeiten sollen eine sichere und nachhaltige Rohstoffversorgung Deutschlands und seiner Partner unterstützen.
An den Dienststandorten Berlin-Spandau und Hannover befinden sich umfangreiche Sammlungsbereiche, die aus wissenschaftlichen Beleg- und Arbeitssammlungen entstanden. Die Bestände in Berlin beruhen zu einem erheblichen Teil auf den Sammlungen der ehemaligen Bergakademie Berlin sowie der Preußischen Geologischen Landesanstalt, die u. a. die Basis für publizierte Gesamtdarstellungen über die damalige Rohstoffsituation Deutschlands (beispielsweise von W. Dienemann und O. Burre) bildeten.

### Grundwasser
Die BGR untersucht und bewertet weltweit Grundwasserpotenziale. Sie berät nationale und internationale Institutionen mit dem Ziel der nachhaltigen Nutzung von Grundwasservorkommen zur Ressourcensicherung insbesondere auch in ariden Gebieten und Küstenzonen. Mit z. T. internationalen Partnern arbeitet sie an besseren Informationsgrundlagen über die regionalen. Hierbei werden Flächen- und Rauminformationen erhoben sowie Instrumente zur verbesserten Vorhersage von Grundwasserdurchflüssen entwickelt.
Die BGR beschäftigt sich auch mit der nachhaltigen Gestaltung von Bergbaufolgen. Bisherige Sanierungserfahrungen in Deutschland werden mit Blick auf Grundwasser und Boden übergreifend systematisch erforscht und weiterentwickelt. Dazu wird die BGR ein neues „Forschungs- und Entwicklungszentrum Bergbaufolgen“ (FEZB) in Cottbus gründen. Momentan befindet sich die Außenstelle der BGR im Aufbau. Sie soll mit Universitäten, Sanierungsträgern und lokaler Wirtschaft zusammenarbeiten und den Strukturwandel in Ostdeutschland unterstützen.

### Boden
Die BGR unterstützt mit Forschung und Beratung national und international die nachhaltige Nutzung der Georessource Boden und die Ernährungssicherheit. Das Bodensystem wird für die Aufgaben des Ressourcenschutzes und der Raumplanung mit dem Ziel verbesserter Prognosefähigkeit analysiert. Dabei kooperiert sie mit den bodenkundlichen Diensten der Bundesländer und Europas.

### Endlagerung radioaktiver Abfälle
Die BGR ist Ansprechpartner für den Bund bei geowissenschaftlichen und geotechnischen Fragenkomplexen zur Endlagerung radioaktiver Abfälle. Im Standortauswahlverfahren für ein Endlager für hochradioaktive Abfälle (nach StandAG) und zu den Standorten des Bundes (Schachtanlage Asse II und die Endlager Konrad und Morsleben) berät sie den Vorhabenträger, die Bundesgesellschaft für Endlagerung mbH (BGE), auf Basis einer Zusammenarbeitsvereinbarung. Darüber hinaus führt die BGR im Rahmen der Ressortforschung des BMWK auch eigene grundlagenorientierte Forschung zur Endlagerung durch. Die Aufgaben umfassen insbesondere die geologische Erkundung der Standorte, die gesteinsphysikalische Charakterisierung der Wirtsgesteine Steinsalz, Tonstein und Kristallingestein sowie der geotechnischen Barrieren (Bentonit und Salzgrus), den Nachweis der Stabilität von Endlagerbergwerken und die Analyse von Szenarien für die Langzeitsicherheit.

### Nutzung des tieferen Untergrundes; geologische CO2-Speicherung
Die BGR berät die Bundesregierung in allen geowissenschaftlichen und geotechnischen Fragen zu Nutzungsoptionen des geologischen tieferen Untergrundes. Sie ermittelt Potenziale zur geotechnischen Sicherheit von untertägigen Bauwerken und Hohlräumen ebenso wie für Fragen einer dauerhaften untertägigen Speicherung von Energie aus erneuerbaren Quellen und bewertet die Speicherung von Kohlendioxid (CO2) in geologischen Formationen. Zu den weiteren Aufgaben gehört die Methodenentwicklung zur verstärkten Nutzung von Erdwärme (Geothermie).

### Internationale geowissenschaftliche Zusammenarbeit
Entsprechend einer Vereinbarung zwischen BMWK und BMZ ist die BGR als deutsche Durchführungsorganisation der technischen Zusammenarbeit mit Entwicklungsländern tätig. Sie führt TZ-Projekte in den Bereichen Bergbau, Rohstoffe, Grundwasser, Boden, Georisiken, Geologie sowie Umwelt- und Ressourcenschutz durch. Sie unterstützt damit die Bundesregierung bei der Erreichung ihrer entwicklungspolitischen Ziele.

### Marine Rohstoffforschung im Pazifik und im Indischen Ozean
Die BGR erkundet im Auftrag der Bundesregierung seit 2006 in einem Lizenzgebiet im Pazifik Vorkommen von Manganknollen sowie seit 2015 in einem zweiten Lizenzgebiet im Indischen Ozean Vorkommen von Massivsulfiden. Dabei haben Umweltuntersuchungen, die gemeinsam mit renommierten deutschen und internationalen Forschungseinrichtungen durchgeführt werden, einen hohen Stellenwert. Die Wissenschaftler untersuchen Auswirkungen, die ein möglicher Tiefseebergbau haben könnte. In dem Gebiet sind neben Manganknollen auch diverse andere seltene Stoffe nachgewiesen. Mit der Durchführung der zuvor nötigen Forschungsvorhaben wurde die BGR beauftragt. Im Rahmen der der Forschungsarbeiten finden regelmäßige Expeditionen in das Deutsche Ressourcen-Forschungsgebiet im Pazifik und in das Lizenzgebiet im Indischen Ozean, an denen verschiedene renommierte deutsche wissenschaftliche Institutionen beteiligt sind, statt. Parallel zur Erkundung der ertragreichsten Lagerstätten entwickelt die BGR Techniken, um die Förderkosten zu senken und die Schäden am Meeresboden möglichst klein zu halten.

### Geowissenschaftliche Informationen und Grundlagen
Die BGR beteiligt sich auf nationaler und internationaler Ebene an der Erarbeitung geologischer Grundlagen. In Zusammenarbeit mit den Geologischen Diensten der Bundesländer und Europas stellt sie geologische Fachinformationen, Kartenwerke, Standards und Methoden bereit. Im Rahmen nationaler, europäischer (EuroGeoSurveys) und internationaler Initiativen leistet die BGR Beiträge zum Aufbau der Geodaten-Infrastruktur (Kommission für Geoinformationswirtschaft).
Die BGR erforscht die Festlandsgeologie der Antarktis und trägt damit dazu bei, die Verpflichtungen zum Erhalt des Konsultativstatus Deutschlands im Rahmen des Antarktisvertrages zu erfüllen.

### Kernwaffenteststopp; Gefährdungsanalysen
Die BGR erfüllt im Auftrag der Bundesregierung die Verpflichtungen Deutschlands zum internationalen Kernwaffenteststoppabkommen (CTBT). Sie betreibt dazu das nationale CTBT-Datenzentrum, in dem die Explosionswellen potenzieller Kernwaffentests auch über größere Entfernungen hinweg registriert werden. Außerdem überwacht die BGR mit dem Seismologischen Zentralobservatorium der Bundesrepublik Deutschland die weltweiten Erdbebenaktivitäten.
Zur Früherkennung und Gefährdungsabschätzung von weiteren geogenen Naturkatastrophen, wie z. B. Vulkanausbrüchen, Hangrutschungen, Tsunamis oder Landabsenkungen, entwickelt die BGR Methoden, die helfen, geologische Schadensrisiken zu reduzieren und damit dem Schutz der menschlichen Lebensgrundlagen dienen. Die BGR beteiligt sich aktiv an der Beratung von Ländern und Regionen im angewandten Naturkatastrophenmanagement.
Labore, Sammlungen, Geräte und technisches Know-how werden bedarfsgerecht für die Durchführung der Projekte entwickelt und bereitgestellt. Daneben gewährleisten zentrale Fachdienste wie Bibliothek, Öffentlichkeitsarbeit und Informationstechnologie die Dokumentation und zielgruppengerechte Bereitstellung von Daten, Informationen und Publikationen.

## Geschichte

Logo bis Ende 2023

Vorgänger der BGR war die Preußische Geologische Landesanstalt (1873–1939) und das 1941 gegründete Reichsamt für Bodenforschung in Berlin/Invalidenstraße. Hannover war Sitz einer Zweigstelle des Reichsamts, das nach dem Krieg in der Sowjetzone zur Staatlichen Geologischen Kommission in Ostberlin wurde; später hieß es Zentrales Geologisches Institut (ZGI).
In Westdeutschland musste man daher die staatlichen Geologischen Dienste neu organisieren. Grundlagen hierfür sollten die Höchster Vereinbarungen schaffen, die 1948 eine den Geologischen Landesämtern der Länder der Bizone zur Seite gestelltes überregionales Deutsches Geologisches Forschungsinstitut der Geologischen Landesämter in Hannover vorsahen. Dieses Forschungsinstitut wurde jedoch erst mit dem Königsteiner Staatsabkommen von 1949 finanziell abgesichert und war fortan für überregionale Gemeinschaftsaufgaben zuständig, die die Möglichkeiten eines einzelnen Landes übersteigen würden. Aus diesem Forschungsinstitut wurde 1950 das Amt für Bodenforschung. Es war als Körperschaft öffentlichen Rechts und gemeinsames Amt der Länder Niedersachsen (Amtsblatt vom 1. April 1950, S. 225 f) und Nordrhein-Westfalen konstituiert. Das Ausscheiden Nordrhein-Westfalens aus dem Vertrag per 31. März 1957 machte jedoch eine Neuregelung erforderlich.
Durch ein Verwaltungsabkommen zwischen der Bundesrepublik Deutschland und dem Land Niedersachsen entstand Ende 1958 in Hannover die Bundesanstalt für Bodenforschung (BfB, zugehörig zum Bundesministerium für Wirtschaft) aus dem Bestand des Amtes für Bodenforschung in Hannover. Letzteres wurde zum 31. März 1959 aufgelöst und als Niedersächsisches Landesamt für Bodenforschung (NLfB) neu errichtet. BGR und NLfB waren durch das Verwaltungsabkommen bis 2005 (Auflösung des NLfB) unter eine gemeinsame Leitung gestellt und organisatorisch eng miteinander verknüpft.
1971 wurde der Bundesanstalt das Seismologische Zentralobservatorium Gräfenberg in Erlangen als Außenstelle zugeordnet. Nach dessen Auflösung im August 2008 gingen seine Arbeitsbereiche an die BGR in Hannover über.
1975 erhielt die Bundesanstalt für Bodenforschung den heutigen Namen Bundesanstalt für Geowissenschaften und Rohstoffe. Nach der Wende in der DDR wurde 1990 eine Außenstelle in Berlin gegründet, die als Anstalt für Geowissenschaften und Rohstoffe (AGR) das abgewickelte ZGI Ostberlins übernahm. Seit 2012 ist diese Außenstelle Sitz der 2010 gegründeten und von der BGR betriebenen Deutschen Rohstoffagentur (DERA).
1972 kam es zu einer Affäre um den von Bundeswirtschaftsminister Karl Schiller als Präsidenten eingesetzten Eberhard Machens, der nach wenigen Tagen im Amt bei vollen Bezügen beurlaubt wurde, da es infolge seiner verwandtschaftlichen Beziehungen zum Bundeswirtschaftsminister an der Bundesanstalt heftige Proteste gegen seine Ernennung gab. Nach einer Klage von Machens wurde er 1975 Sonderbeauftragter des Bundes bei der OECD für Lagerstättenforschung in Entwicklungsländern.

## Mitgliedschaften
- Deutsche Allianz für Meeresforschung (assoziiertes Mitglied)
- Konsortium Deutsche Meeresforschung (KDM)
- Deutscher Dachverband für Geoinformation (DDGI)
- GeoUnion Alfred Wegener Stiftung
- Verein zur Förderung eines Deutschen Forschungsnetzes (DFN-Verein)
- EIT RawMaterials
- EuroGeoSurveys (EGS)
- International Ocean Discovery Program (IODP)
- Commission de la Carte Géologique du Monde (CCGM)
- Intern. Seismological Center (ISC)
- European Mediterranean Seismological Center (EMSC)

## Unabhängigkeit
Mitte 2016 legte ein Rechercheverbund von NDR, WDR und Süddeutscher Zeitung Dokumente vor, die vor allem die enge Verflechtung der Bundesanstalt und der in ihren Arbeitsbereich fallenden deutsche Großindustrie aufzeigen. Danach seien Industriemanager Mitglieder sowohl im Stiftungsrat der Martini-Stiftung als auch im Kuratorium der BGR gewesen. Die Interne Revision des Bundeswirtschaftsministeriums habe im Jahre 2012 aber keine Beanstandung ausgesprochen. Daraufhin wurde die interessenfreie Unabhängigkeit von BGR-Expertisen von der Bundestagsabgeordneten Sylvia Kotting-Uhl (atompolitische Sprecherin der Grünen) in Frage gestellt.
Die BGR und die Stiftung wiesen diese Vorwürfe zurück. Wenige Tage nach Bekanntwerden des Falles leitete die Staatsanwaltschaft ein Ermittlungsverfahren bezüglich Einflussnahme auf Gutachten der BGR ein. Inzwischen sind die Ermittlungen gegen die Stiftung eingestellt worden. Es hätten sich keine Anhaltspunkte dafür ergeben, dass die Bundesanstalt für Geowissenschaften und Rohstoffe Zuwendungen erhalten hat und deswegen Veröffentlichungen mit industrienahen Ergebnissen publiziert habe, erklärte die zuständige Staatsanwältin nach Medienberichten.

### Hans-Joachim-Martini-Stiftung
Große Unternehmen der Rohstoff-, Energie- und Chemieindustrie gründeten 1982 einen Fonds für Zahlungen an die BGR. Über diesen wurden einzelne Mitarbeiter der staatlichen BGR mit Preisgeldern für ihre Arbeit belohnt. Laut dem Rechercheverbund wurden damit auch ausgewählte Studien, Tagungen, Empfänge und größere Anschaffungen wie etwa Computer der Bundesanstalt finanziert. 1987 wurde der Fonds in die Hans-Joachim-Martini-Stiftung umgewandelt. Namengeber ist ein Begründer der BfB, der Geologe Hans-Joachim Martini, der sich in den 1960er-Jahren als treibende Kraft für die Nutzung des Salzbergwerkes Asse II als Endlager einsetzte. Großstifter waren der Chemiekonzern Bayer, der Braunkohleförderer Rheinbraun (heute RWE), der Erdöl- und Erdgasförderer Wintershall und das Bergbauunternehmen K+S. Seit 2006 hat die Stiftung keine Spenden mehr erhalten.

### Klimaskeptizismus
Die BGR trat, insbesondere während der 2000er, als Verbreiter von klimaskeptischen Thesen auf. In der Vergangenheit betrieb die BGR gemeinsam mit dem Bundesverband der deutschen Braunkohleindustrie (DEBRIV) jahrelang Öffentlichkeitsarbeit, deren Ziel es war, den Einfluss des Menschen auf die globale Erwärmung zu relativieren. Als wichtige Publikation hierzu gilt beispielsweise das vom BGR-Wissenschaftler Ulrich Berner herausgegebene Buch Klimafakten, das 2004 in 4. Auflage erschien. In diesem u. a. vom Bundeswirtschaftsministerium mitfinanzierten Buch behauptete Berner, der Mensch stoße nur 2,1 % der Treibhausgase aus, ohne dabei allerdings zu erwähnen, dass es sich bei den 2,1 % nur um den menschlichen Anteil am gesamten natürlichen Treibhauseffekt handelt. Diese bewusst gewählte Darstellung, die verschwieg, dass der gesamte natürliche Treibhauseffekt ca. 33 °C ausmacht, ließ den menschlichen Einfluss auf das Klima gering erscheinen, obwohl die 2,1 % ziemlich exakt der bis 2002 gemessenen 0,7 °C zusätzlicher menschgemachter Erderwärmung entsprechen, vor deren Folgen u. a. der IPCC warnte.
1995 förderte die Hans-Joachim-Martini-Stiftung mit 50.000 DM die vom Geochemiker Ulrich Berner, der seit 1997 die Klimaforschung am BGR koordinierte, Georg Delisle und Hansjörg Streif durchgeführte und in der vom BGR selbst herausgegebenen Zeitschrift für Angewandte Geologie veröffentlichte Studie „Klimaänderungen in geologischer Zeit“, die belegen sollte, dass Kohlenstoffdioxid (CO2) nicht die Hauptursache für die sich beschleunigende globale Erwärmung sei, sondern der Einfluss der Sonne (Sonnenwind und Wolkenbildung, Sonnenflecken). Viele Klimaskeptiker verweisen bis heute auf diese Studie. 2006 fertigte die BGR eine interne Stellungnahme für das Bundeswirtschaftsministerium an, die zahlreichen Kernaussagen des kurz darauf erscheinenden Vierten Sachstandsberichtes des IPCC widersprach und diesen noch vor seiner Erscheinung diskreditierte. Zudem wurde 2003 eine klimaskeptische Broschüre mit dem Titel Klimadiskussion im Spannungsfeld, die gemeinsam von BGR und der Braunkohleindustrie angefertigt wurde, durch den BGR direkt im Mitgliedermagazin des Deutschen Journalisten-Verbandes platziert.

### Windkraft und Infraschall
2021 wurde bekannt, dass die BGR in einer Veröffentlichung die Infraschalldruckwerte von Windkraftanlagen massiv überschätzt hatte. Die fehlerhaften Daten waren zuvor vielfach von Windkraftgegnern als Beleg für die Gesundheitsschädlichkeit von Windkraftanlagen angeführt worden; auch hatte sie ein BGR-Mitarbeiter in einer ZDF-Dokumentation öffentlich verbreitet. In der Studie wurden Werte angegeben, die um ein Vielfaches höher waren als Werte von anderen Studien. Wie Stefan Holzheu, wissenschaftlicher Mitarbeiter der Uni Bayreuth, aufzeigte, basierten die Daten der BGR allerdings auf einem Rechenfehler. Holzheu erklärte, er habe, nachdem ihm Ungereimtheiten aufgefallen seien, seit dem Frühling 2020 insgesamt 18 E-Mails an den Erstautor der Studie verschickt, um die Ergebnisse von Forscher zu Forscher zu klären. Daraufhin habe die BGR erst ausweichend geantwortet, dann den Kontakt abgebrochen und schließlich bei Holzheus Vorgesetztem mit rechtlichen Schritten gedroht. Diese seien letztendlich aber nicht eingeleitet worden. Im April 2021 bestätigte die BGR, dass die von ihr veröffentlichten Werte fehlerhaft waren, und korrigierte die Werte um 36 Dezibel nach unten. Dies entspricht einer Korrektur auf ein Viertausendstel des ursprünglich angegebenen Wertes.
Zuvor hatte die BGR die Kritik an der Studie lange Zeit ignoriert. Beispielsweise hatte die BGR noch im Februar 2021 die Kritik an der Studie zurückgewiesen und teilte der taz mit, dass die Abweichungen um das Mehrtausendfache bei den Ergebnissen der BGR und anderen Organisationen auf „unterschiedliche Herangehensweisen bei den Messungen und Auswertungen“ schließen lasse.
Martin Hundhausen, Professor für Physik an der Universität Erlangen kritisierte, dass die BGR zudem eine deutlich leistungsstärkere Windkraftanlage vermessen habe als angegeben und die Umrechnung in Frequenzspektren fehlerhaft sei. Insgesamt gebe die BGR um den Faktor 10.000 zu hohe Infraschallwerte an. Diesen Fehler hätte die BGR bemerken müssen, denn eine derart große Diskrepanz sei „physikalisch absolut ausgeschlossen“. Gemäß taz seien die ermittelten Zahlen der BGR schlicht physikalisch unmöglich gewesen, denn dies hätte bedeutet, dass Windkraftanlagen mehr Energie in Form von Infraschall abstrahlen würden als insgesamt über das gesamte Schallspektrum (Infraschall inklusive).
Wenige Tage nach Bekanntwerden des Rechenfehlers entschuldigte sich Wirtschaftsminister Peter Altmaier, dessen Ministerium die BGR unterstellt ist, öffentlich für die Publikation der falschen Zahlen durch die BGR.

## Präsidenten der BGR (vormals BfB)
- Ralph Watzel, seit 1. April 2016
- Hans-Joachim Kümpel, 2007 bis 2016
- Alfred Hollerbach, Kommissarischer Präsident 2006 bis 2007
- Bernhard Stribrny, 2005 bis 2006
- Friedrich-Wilhelm Wellmer, 1996 bis 2005
- Martin Kürsten, 1986 bis 1996
- Friedrich Bender, 1975 bis 1985
- Ulrich Engelmann, Kommissarischer Leiter 1972 bis 1974
- Eberhard Machens, 1972
- Gerhard Richter-Bernburg, 1970 bis 1972
- Hans-Joachim Martini, 1962 bis 1969
- Alfred Bentz, 1958 bis 1962